# Station Glazebrook
Glazebrook is een spoorwegstation van National Rail in Glazebrook, Warrington in Engeland. Het station is eigendom van Network Rail en wordt beheerd door Northern Rail. 